# Nazionale femminile di calcio dell'Uruguay
La nazionale di calcio femminile dell'Uruguay è la rappresentativa calcistica femminile internazionale dell'Uruguay, gestita dalla locale federazione calcistica (AUF).
In base alla classifica emessa dalla FIFA il 15 marzo 2024, la nazionale femminile occupa il 69º posto del FIFA/Coca-Cola Women's World Ranking.
Come membro della CONMEBOL partecipa a vari tornei di calcio internazionali, come al Campionato mondiale FIFA, alla Copa América Femenina, ai Giochi olimpici estivi e ai tornei a invito.
Il miglior risultato conseguito dalla nazionale femminile uruguaiana è rappresentato dal terzo posto al campionato sudamericano 2006.

## Storia
Nel 1998 la nazionale uruguaiana partecipò per la prima volta a un torneo internazionale, giocando il campionato sudamericano; venne eliminata al termine della fase a gironi, avendo concluso al quarto posto il gruppo B. Analogo epilogo ebbe il torneo 2003. Nel 2006, invece, l'Uruguay concluse il gruppo A al secondo posto alle spalle dell'Argentina e ottenne l'accesso al girone finale. Dopo aver perso contro Brasile e Argentina, la squadra vinse per 3-2 contro il Paraguay con una tripletta di Angélica Souza, concludendo il girone finale al terzo posto. Nelle successive edizioni l'Uruguay non riuscì più a superare la fase a gironi.

## Partecipazione ai tornei internazionali
Legenda: Grassetto: Risultato migliore, Corsivo: Mancate partecipazioni